# جگن روباه کاذب
کارکس اتروبائه (نام علمی: Carex otrubae) نام یک گونه از سرده جگن است.